# Cultura natufiana
La cultura natufiana o natufita fu una cultura mesolitica diffusa sulle coste orientali del Mar Mediterraneo nella regione del Levante.
Prende il nome dal sito di Wadi el-Natuf (caverna di Shukbah) in Cisgiordania. Gli scavi furono condotti negli anni 1932-1942 da Dorothy Garrod.
La datazione con il metodo del radiocarbonio
colloca questa cultura alla fine del Pleistocene (12.500 - 10.200 a.C.). Fu preceduta dalla cultura kebariana (18.000 - 13.000 a.C.)
Fu caratterizzata dalla creazione di insediamenti stabili prima dell'introduzione dell'agricoltura e fu probabilmente l'antenata delle culture neolitiche della regione, che sono ritenute le più antiche del mondo. Alcuni elementi permettono forse di riconoscervi il primo caso di coltivazione deliberata di cereali e certamente di cereali selvatici.

## Insediamenti

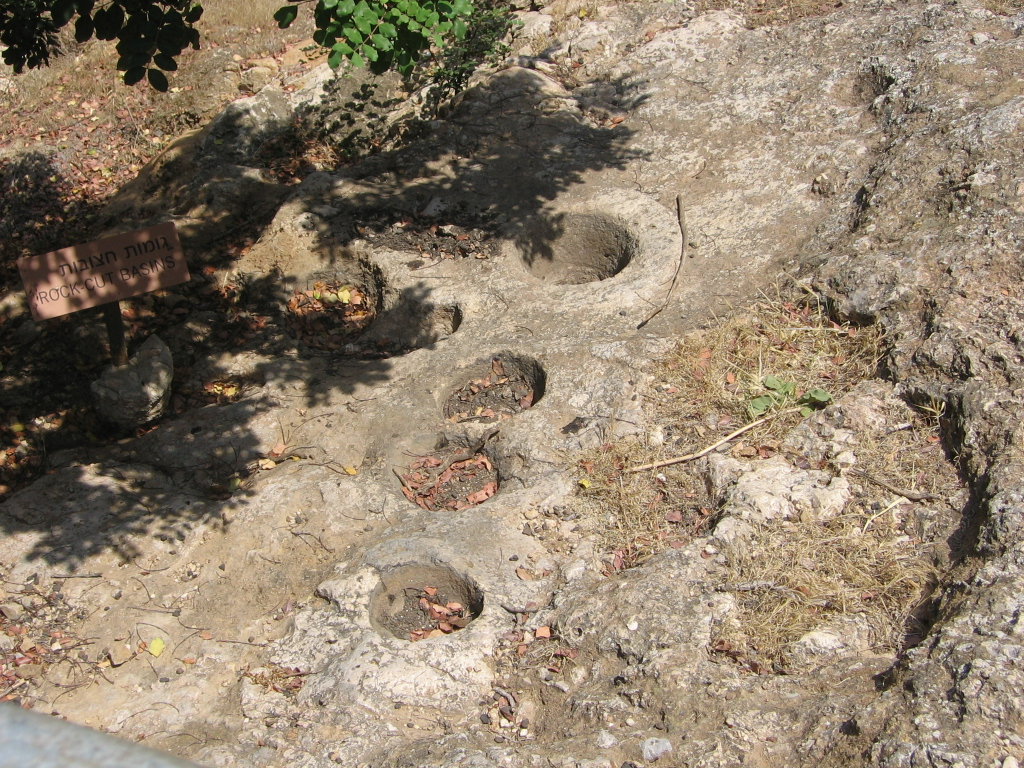
Fori scavati nella roccia naturale presso il sito di El-Wad, nella riserva naturale di Nahal Me'arot (Israele).

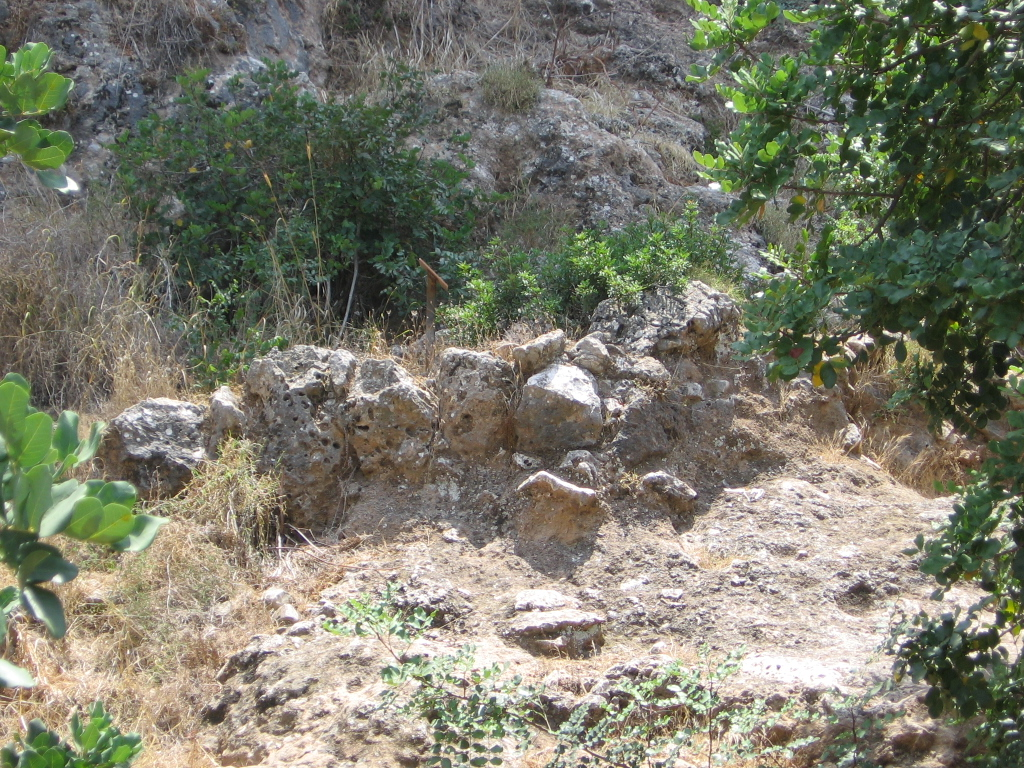
Resti di muro di supporto di un'antica casa natufiana presso il sito di El-Wad, nella riserva naturale di Nahal Me'arot (Israele).

I villaggi natufiani avevano un'estensione di circa un decimo di ettaro (1.000 m2) e ciascun insediamento ospitava dai 100 ai 150 individui, mentre insediamenti più piccoli sono stati interpretati come ripari temporanei. In quasi ogni sito scavato sono state rinvenute tracce di ricostruzioni nelle abitazioni.
Negli insediamenti le case erano semi-sotterranee a pianta rotonda (diametro tra i 3 e i 6 m), spesso con fondazioni in pietrame a secco, mentre la sovrastruttura doveva essere realizzata in legno leggero (tracce di fori per palo sono state identificate a Ain Mallaha). Non sono state invece rinvenute tracce di mattoni crudi, una tecnica costruttiva che divenne frequente nel successivo periodo del neolitico aceramico. Al centro dell'abitazione vi era un focolare rotondo o con angoli arrotondati. Negli abitati,  oltre alle capanne, si trovavano pozzetti per la tostatura e la conservazione dei cereali.
Gli insediamenti stabili furono probabilmente resi possibili da abbondanti risorse alimentari, dovute al clima favorevole all'epoca. La vita si basava sulla caccia, la pesca e la raccolta, compresi i cereali selvatici. Erano presenti strumenti legati alla lavorazione e al consumo di quest'ultimi.

## Strumenti
L'industria litica era caratterizzata dalla tecnica microlitica, basata su lame corte e lamine. Veniva utilizzata la tecnica del microbulino. I microliti geometrici comprendevano forme lunate, trapezoidali e triangolari. Un tipo particolare di ritocco (helwano) era caratteristico del natufiano antico, mentre nel tardo natufiano comparvero le punte di freccia di tipo Harif, fabbricate a partire da lame di forma rettangolare, con un procedimento che diventò comune nel Negev. Secondo alcuni studiosi la presenza di queste punte di freccia permette di definire come una cultura separata, l'Harifiano.
Le lame di falce, con la caratteristica lucidatura data dall'uso, testimoniano l'utilizzo per il taglio degli steli e forniscono una prova indiretta di un inizio di agricoltura. Raddrizzatori di pietra testimoniano l'utilizzo dell'arco. Esistevano inoltre recipienti e mortai. Comparve una ricca industria dell'osso, che comprendeva arpioni e ami per la pesca. Gusci di ostriche, utilizzati come contenitori, sono stati rinvenuti nel Negev.
Venivano lavorati pendagli in pietra ed in osso, utilizzati come ornamenti, ed esistono alcune figurine umane scolpite nel calcare (a El. Wad, a Ain Mallaha, a Ain Sakhri), ma il tema figurativo preferito sembra essere stato la gazzella.

## Dieta
I resti botanici rinvenuti testimoniano la raccolta di cereali selvatici, legumi, mandorle, ghiande e pistacchi. Le ossa rinvenute mostrano che la preda principale era la gazzella (Gazella gazella e Gazella subgutturosa). Inoltre erano cacciati occasionalmente anche cervi, cinghiali e nelle zone a steppa, onagri e caprini come l'ibex. Uccelli acquatici e pesci d'acqua dolce fornivano parte della dieta nella valle del Giordano. Alcune tracce sulle ossa animali del sito di Salibiya (fase I,  10.300 - 8.800 a.C.) sono state interpretate come prove di una caccia comunitaria con le reti.

## Agricoltura e addomesticamento
Secondo una teoria, un improvviso sbalzo climatico (Dryas recente, circa 10800 - 9300 a.C.) avrebbe favorito la nascita dell'agricoltura: per un periodo di circa un millennio vi fu un abbassamento delle alte temperature che avevano prevalso dalla fine dell'ultima era glaciale, il che comportò un'improvvisa siccità. Non potendo competere con le erbe delle più aride savane, i cereali selvatici, su cui ormai si basava la dieta della sempre più numerosa popolazione sedentarizzata, sarebbero stati messi in pericolo. Ripulendo artificialmente il terreno dalle erbe della savana e piantando semi raccolti altrove, queste popolazioni avrebbero iniziato la pratica dell'agricoltura.
La cultura natufiana fu anche una delle prime ad addomesticare il cane: lo stretto legame con questo animale è evidente in una tomba del sito di Ain Mallaha, nella parte settentrionale di Israele, datata intorno al 10.000 a.C., in cui un uomo anziano accarezza un giovane cane con la sinistra. Un'altra sepoltura con cane è stata rinvenuta nel sito di Hayonim Terrace.

## Sepolture

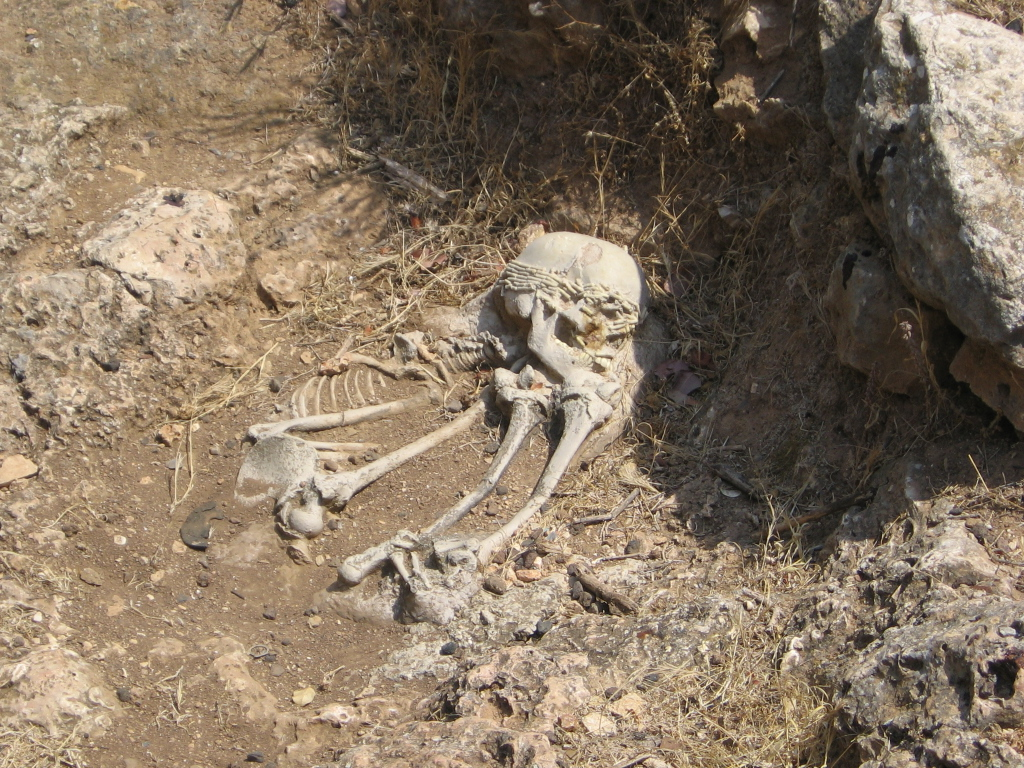
Ricostruzione di una sepoltura natufiana presso il sito di El-Wad

Le sepolture erano collocate all'interno degli insediamenti, di solito in pozzetti scavati nelle abitazioni abbandonate, che venivano quindi riempiti con rifiuti, rendendo a volte difficile l'identificazione dei corredi funerari. Le tombe erano a volte coperte con lastre in calcare. Esistevano tombe singole o, soprattutto nel periodo più antico, multiple. Resti umani dispersi nell'insediamento indicherebbero che le tombe più antiche non fossero sempre rispettate.
I defunti erano sepolti sdraiati sulla schiena oppure in posizione flessa, senza un orientamento prevalente. La rimozione del cranio è presente nei siti di Hayonim, Nahal Oren ed Ain Mallaha e a volte i crani erano decorati da conchiglie (El-Wad). Il corredo funebre consisteva soprattutto di ornamenti personali, come perline fatte di conchiglie, di denti (di cervo rosso), di osso e di pietra. Solo l'8% di sepolture presentava ornamenti preziosi, come pendenti, braccialetti, collane, orecchini e ornamenti di cintura.
I resti umani rinvenuti mostrano un alto tasso di mortalità infantile.

## Commerci
Nel sito di Ain Mallaha sono stati rinvenuti oggetti di ossidiana proveniente dall'Anatolia e crostacei dalla valle del Nilo. Non è ancora conosciuta l'origine della malachite con cui venivano realizzate le perline ornamentali.

## Siti

La diffusione della cultura natufiana

- In Siria: Abu Hureyra, Mureybat, Yabrud (fase III).
- In Israele: Hayonim Terrace, Ain Mallaha (Eynan), El-Wad (Monte Carmelo). Ein Gev, Nahal Oren, Salibiya (fase I).
- In Palestina: Gerico, Shuqba.
- in Giordania: Beidha
- In Libano: Jiita (fase III), Borj el-Barajné, Saaidé, Aamiq (fase II).